# Mondoluku
Mondoluku is een bestuurslaag in het regentschap Gresik van de provincie Oost-Java, Indonesië. Mondoluku telt 1532 inwoners (volkstelling 2010).